# Golpe de Estado em Ruanda em 1973
O golpe de Estado em Ruanda em 1973 foi um golpe de Estado organizado por Juvénal Habyarimana contra o então presidente Grégoire Kayibanda. O golpe ocorreu em 5 de julho de 1973 sem derramamento de sangue.
Nos meses anteriores ao golpe de Habyarimana, o presidente Kayibanda intensificou a perseguição dos tutsis através da constituição de comitês vigilantes para garantir o cumprimento das quotas étnicas exigidas. Esta política havia isolado Ruanda economicamente e diplomaticamente, especialmente da vizinha Uganda, que abrigava um grande número de tutsis. Consequentemente, o golpe de 1973 foi amplamente apoiado pela população urbana e se encontrou com a indiferença entre as comunidades rurais. Antes do golpe, Habyarimana foi um general no exército ruandês. Imediatamente após a tomada do poder, Habyarimana proibiu todos os partidos políticos, mas, em 1974, criou o seu próprio, o Movimento Republicano Nacional por Democracia e Desenvolvimento